# Mechovinec
Mechovinec (německy Mooshübel) je hora v Krkonoších na severním konci geomorfologického okrsku Žalský hřbet, jehož je nejvyšším vrcholem. Leží 1 km jižně od Horních Míseček a 2,5 km západně od Špindlerova Mlýna.
Okolo vrcholu vedou udržované závodní lyžařské tratě Mísečky. Zalesněno smrkem, místy paseky.

## Harrachova skála
Na severovýchodním výběžku se tyčí Harrachova skála, na které je už od roku 1893 vybudována přístupová cesta a železné zábradlí a ze které je výborný výhled na Špindlerův Mlýn i okolní hory:
- sever: Západní Český hřbet (Kotel, Zlaté návrší, Medvědín), Horní Mísečky
- východ: Špindlerův Mlýn, Kozí hřbety, Luční hora, Zadní Planina
- jih: zbytek Žalského hřbetu (Černá skála, Šeřín a Žalý)
- západ: Mechovinec

## Přístup
Nejkratší cesta vede z Horních Míseček po červeně značené turistické značce kolem Harrachovy skály směrem na Černou skálu a Šeřín, která vrchol obchází zprava. Od nejvyššího bodu cesty je vrchol asi 100 m volným terénem. Přístup dovolen, Mechovinec leží až ve III. zóně KRNAP.